# 50/50
50/50 es una película independiente estadounidense de comedia dramática de 2011 dirigida por Jonathan Levine, sobre un guion original de Will Reiser. Está protagonizada por Joseph Gordon-Levitt y Seth Rogen, este último además productor del filme. La coprotagonizan Anna Kendrick, Bryce Dallas Howard y Anjelica Huston.
El filme se basa levemente en parte de la vida del guionista Will Reiser.

## Argumento
El personaje principal (protagonista) de esta película es Adam Lerner (interpretado por el actor Joseph Gordon-Levitt a sus treinta años).

### Sinopsis
Adam Lerner, un hombre de 27 años, periodista de la radio pública, con una novia artista llamada Rachael (interpretada por Bryce Dallas Howard a sus treinta años), de la cual su mejor amigo y compañero de trabajo Kyle (Seth Rogen) desaprueba.
Después de experimentar dolores severos en la espalda, Adam visita a un médico y descubre que tiene neurofibrosarcoma schwannoma (un tumor maligno) en su columna vertebral, y debe someterse a quimioterapia. Luego de esto, y buscando en Internet información, ve allí que sus posibilidades de sobrevivir son de cincuenta por ciento. Después de que Adam revela su diagnóstico, su dominante madre, Diane (Anjelica Huston), quien atiende constantemente a su marido Richard (Serge Houde), que sufre de la enfermedad de Alzheimer, quiere mudarse a la casa de Adam y cuidar de él. Adam rechaza esta oferta, ya que Rachael le había prometido que cuidaría de él. Rachael, sin embargo, dice que le "incomoda" el entrar en el hospital durante los tratamientos de quimioterapia de Adam. Más adelante, Kyle ve a Rachael besando a otro hombre en una galería de arte, y le cuenta a Adam que Rachael le engaña. Adam y Rachael se separan. A lo largo de la lucha de Adam, Kyle intenta mantener el ánimo de Adam a la alta, lo que incluye ayudar a Adam a afeitarse la cabeza antes de la quimioterapia y sugerir que Adam use su enfermedad como una forma de seducir -a través de la lastima- a las mujeres.
Mientras tanto, el escéptico Adam empieza a atender a sesiones en el hospital con la joven e inexperta psicóloga Katherine McKay (Anna Kendrick). Aunque su relación y las sesiones tienen un comienzo difícil, poco a poco Adam comienza a abrirse a ella acerca de su enfermedad y cómo le está afectando. Los dos desarrollan una relación tanto dentro como fuera de sus sesiones, a medida que las líneas entre doctor y paciente comienzan a desdibujarse. Katherine ayuda a Adam a comprender mejor la situación que también está atravesando su madre. Durante los tratamientos de quimioterapia, Adam se hace amigo de Alan (Philip Baker Hall) y Mitch (Matt Frewer), dos pacientes de cáncer mayores que el, quienes también están recibiendo quimioterapia.
Después de que Mitch muere repentinamente, los temores de Adam se hacen más evidentes. Poco después es informado sobre como su tratamiento no está funcionando, y que por lo tanto se tendrá que llevar a cabo una cirugía de riesgo, como último recurso. La noche antes de su cirugía, Adam tiene una discusión con Kyle y le pide que lo deje conducir el auto, ya que Kyle está borracho; a pesar de que Adam no tiene una licencia de conducir. Después de casi provocar un accidente, Adam critica e insulta a Kyle afirmando que este último no se tomaba en serio su enfermedad. Adam llama a Katherine y le dice que desearía tener una novia como ella, pero también confiesa que está cansado de sentirse enfermo y sólo quiere que la situación se acabe. Esa noche Adam se queda en casa de Kyle, y encuentra un libro sobre como ayudar y acompañar a un enfermo de cáncer, lleno de notas y anotaciones. Esto le demuestra que Kyle si se preocupa por él.
Al día siguiente, Kyle lleva a Adam al hospital. Adam abraza a Kyle, le dice que ha sido un buen amigo y le pide perdón por lo que había dicho la noche anterior. Adam dice lo que podría ser su último adiós a su familia, y se somete a la cirugía. Después de la misma, la médica cirujana les cuenta a Kyle, Diane, y Katherine que, aunque la degradación de los huesos era peor de lo que habían pensado, el tumor fue extirpado con éxito y Adam va a recuperarse.
Algún tiempo más tarde, Adam se está preparando para una cita, con Kyle animándole y limpiando la incisión en la espalda de Adam de la cirugía. Suena el timbre y Adam le abre la puerta a Katherine. Cuando Kyle se va, Katherine pregunta: "¿Y ahora qué?". Adam simplemente sonríe.

## Reparto
| Actor                | Personaje         |
| -------------------- | ----------------- |
| Joseph Gordon-Levitt | Adam Lerner       |
| Seth Rogen           | Kyle              |
| Anna Kendrick        | Katherine / Katie |
| Bryce Dallas Howard  | Rachael           |
| Anjelica Huston      | Diane Lerner      |
| Serge Houde          | Richard Lerner    |
| Andrew Airlie        | Dr. Ross          |
| Matt Frewer          | Mitch Barnett     |
| Philip Baker Hall    | Alan Lombardo     |

## Recepción
La película posee un 93% de aprobación en el sitio Rotten Tomatoes, basado en 165 comentarios. Mientras que en Metacritic su aceptación alcanza el 72%, sobre 42 comentarios.
Peter Travers, de Rolling Stone, calificó al filme con una puntuación de 3.5 (sobre cuatro) diciendo: "Rehúye a esconderse y a doblegarse frente al dolor. 50/50 crea sus propias reglas". Carrie Rickey, de Philadelphia Inquirer, expresó: "la película es mitad divertida, mitad seria, pero en su totalidad es conmovedora".

## Premios
Globos de Oro
| Año  | Categoría                         | Nominado             | Resultado |
| ---- | --------------------------------- | -------------------- | --------- |
| 2011 | Mejor película- comedia o musical |                      | Candidata |
| 2011 | Mejor actor- comedia o musical    | Joseph Gordon-Levitt | Candidato |

Independent Spirit Awards
| Año  | Categoría                  | Nominado        | Resultado |
| ---- | -------------------------- | --------------- | --------- |
| 2011 | Mejor película             | Mejor película  | Candidata |
| 2011 | Mejor actriz de reparto    | Anjelica Huston | Candidata |
| 2011 | Mejor guion de ópera prima | Will Reiser     | Candidato |